# Jocurile Olimpice de vară din 2016
Jocurile Olimpice de vară din 2016 (portugheză Jogos Olímpicos de Verão de 2016), cunoscute oficial sub numele de a XXXI-a ediție a Jocurilor Olimpice de vară, au fost ediția cu numărul treizeci și unu a Jocurilor Olimpice de vară, cel mai mare eveniment multi-sportiv care are loc o dată la patru ani. Jocurile Olimpice de vară din 2016 sunt cunoscute, în general, sub numele de Rio 2016, deoarece evenimentul s-a desfășurat în Rio de Janeiro, Brazilia.
Rio de Janeiro a fost desemnat oraș gazdă în cadrul celei de-a 121-a Sesiuni a CIO, desfășurată la Copenhaga, Danemarca pe 2 octombrie 2009. Celelalte orașe finaliste au fost Madrid, Spania; Tokyo, Japonia și Chicago, Statele Unite ale Americii. Rio este primul oraș sud-american care a găzduit Jocurile Olimpice de vară, al doilea din America Latină după Ciudad de México în 1968 și primul din Emisfera sudică după 2000.
Jocurile au avut loc în perioada 5—21 august 2016. Peste 11.400 de sportivi de la 207 Comitete Olimpice Naționale (CON-uri), printre care debutantele Kosovo și Sudanul de Sud, dar și Echipa Olimpică a Refugiaților, au participat la probele sportive. Au fost cuprinse 28 de sporturi — inclusiv rugby în șapte și golf, care au fost adăugate de Comitetul Internațional Olimpic în 2009. Probele sportive s-au desfășurat în 33 de arene răspândite în 4 regiuni ale orașului — Barra da Tijuca, Copacabana, Deodoro și Maracanã, iar meciurile de fotbal s-au jucat pe mai multe stadioane din țară.
Jocurile au fost precedate de numeroase controverse, precum instabilitatea guvernului federal al Braziliei; îngrijorările privind virusul Zika; poluarea golfului Guanabara și scandalul de dopaj în care implicată a fost delegația Rusiei.

## Selectarea orașului-gazdă
Înscrierea în cursa pentru organizarea JO de vară 2016 a început oficial pe 16 mai 2007. Primul pas pentru fiecare oraș era să trimită Comitetului Internațional Olimpic (CIO) o cerere inițială de aplicație până pe 13 septembrie 2007, în care să-și confirme intenția de a participa. Dosarele complete de candidatură, cuprinzând răspunsuri la 25 de întrebări ale CIO, trebuiau trimise de fiecare oraș în parte până pe 14 ianuarie 2008. În lista scurtă, publicată pe 4 iunie 2008, au intrat patru orașe: Chicago, Madrid, Rio de Janeiro și Tokyo (care a găzduit Jocurile din 1964 și le va gădzui și pe cele din 2020). CIO nu avansat Doha în faza de candidatură, deși avea un scor mai mare decât Rio de Janeiro, din cauza intenției de a organiza Jocurile în octombrie, în afara calendarului sportiv CIO. Praga și Baku nu au reușit nici ele să treacă mai departe.
Comisia de Evaluare, formată din 10 membri, a fost condusă de Nawal El Moutawakel, care a condus și comisia pentru JO din 2012. Comisia a făcut inspecții în cele patru orașe în a prima jumătate a anului 2009. Aceștia au făcut o evaluare tehnică detaliată pentru membrii CIO pe 2 septembrie, cu o lună înaintea alegerii.
Pentru a evita comunicarea orașelor candidate cu cei 115 membri care votează sau orice fel de influențări, sunt hotărâte un set de restricții. Orașele nu au voie să invite vreun membru CIO sau să îi trimită orice poate fi considerat un cadou. Totuși, orașele investesc sume largi în promovare pentru a influența indirect membrii CIO, generând susținere din partea populației și a mass-mediei.

### Selecția finală
În data de 2 octombrie 2009, la Copenhaga, membrii votanți ai CIO au decis ca orașul gazdă să fie Rio de Janeiro. Dintre cei 115 membri, cei care reprezentau țările orașelor în cursă nu au primit dreptul de a vota. A fost nevoie de trei rânduri de scrutin deoarece niciunul dintre orașe nu obținuse majoritatea voturilor în primele două runde. Chicago și Tokyo au fost eliminate în primele două etape ale votului, finala având loc între Madrid și Rio de Janeiro, ultimul fiind declarat câștigător de președintele CIO de la acea vreme, Jacques Rogge.
| Oraș           | Țară                       | Runda 1 | Runda 2 | Runda 3 |
| Rio de Janeiro | Brazilia                   | 26      | 46      | 66      |
| Madrid         | Spania                     | 28      | 29      | 32      |
| Tokyo          | Japonia                    | 22      | 20      | —       |
| Chicago        | Statele Unite ale Americii | 18      | —       | —       |

## Dezvoltarea și pregătirile

Harta arenelor sportive din orașul Rio de Janeiro.

Pe 26 iunie 2011, directorul general administrativ (DGA) al Comitetului de Organizare a Jocurilor Olimpice de la Rio, Roderlei Generali, și-a dat demisia din această funcție, la doar un an după ce și-a asumat-o. Cu cinci luni în urmă, directorul financiar Flávio Pestana a renunțat din motive personale. Pestana s-a retras ulterior în timpul Jocurilor Paralimpice de vară din 2012. În locul lui Generali a fost numit Renato Ciuchin.

### Arenele și infrastructura

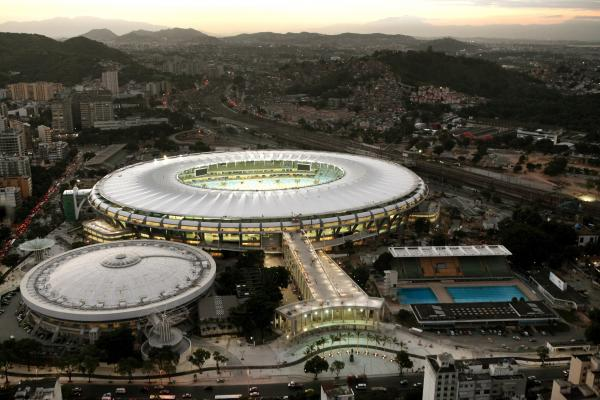
Stadionul Maracanã, locul de desfășurare al ceremoniilor de deschidere și închidere, dar și a fazelor finale din turneul de fotbal.

În Rio de Janeiro, Barra da Tijuca a găzduit majoritatea arenelor sportive din cadrul Jocurilor Olimpice și Paralimpice din 2016. Celelalte se află în alte trei zone din oraș: Plaja Copacabana, Maracanã și Deodoro. În Barra da Tijuca s-a aflat și Satul Olimpic.
Centrul istoric al capitalei braziliene s-a aflat sub un proiect de revitalizare a țărmului urban la scară largă, denumit Porto Maravilha. Acesta s-a întins pe o suprafață de 5 km. Proiectul și-a propus să dezvolte zona portuară prin creșterea atractivității centrului orașului și prin ridicarea competitivității orașului Rio în economia globală. Renovarea urbană a cuprins: 700 de km de rețele publice pentru aprovizionarea cu apă, salubrizare, drenaj, electricitate, gaz și telecomunicații; 4 km de tunele; 70 de km de drumuri; 650 de km2 de trotuare; 17 km de piste de biciclete; 15.000 de arbori; trei uzine de salubrizare. Ca parte a acestui proiect, a fost construită și o nouă linie de tramvai între aeroportul Santos Dumont și Rodoviária Novo Rio, inaugurată în iunie 2016, cu două luni întârziere. Pentru securizarea Jocurilor, a fost nevoie de peste 200 de km de garduri de protecție. Stocarea materialelor s-a făcut în două depozite. Un depozit de 15.000 de m2 în vestul orașului Rio a fost folosit pentru a asambla și a furniza mobila necesară în Satul Olimpic. Un al doilea depozit de 90.000 de m2, localizat în Duque de Caxias, lângă drumurile ce ofereau acces la arene, a conținut toate echipamentele necesare pentru probele sportive.
Deși întregul oraș a suferit îmbunătățiri majore în infrastructură, au existat îngrijorări potrivit cărora unele proiecte nu aveau să se materializeze.
Satul olimpic
Satul olimpic a fost cel mai mare din istoria olimpică de până atunci. Camerele de cazare au inclus 80.000 de scaune, 70.000 de mese, 29.000 de saltele, 60.000 de umerașe, 6.000 de televizoare și 10.000 de telefoane inteligente.
Fotbal
Pe lângă stadionul din Maracanã, meciurile s-au disputat și în orașele São Paulo, Belo Horizonte, Salvador, Brasília și Manaus.

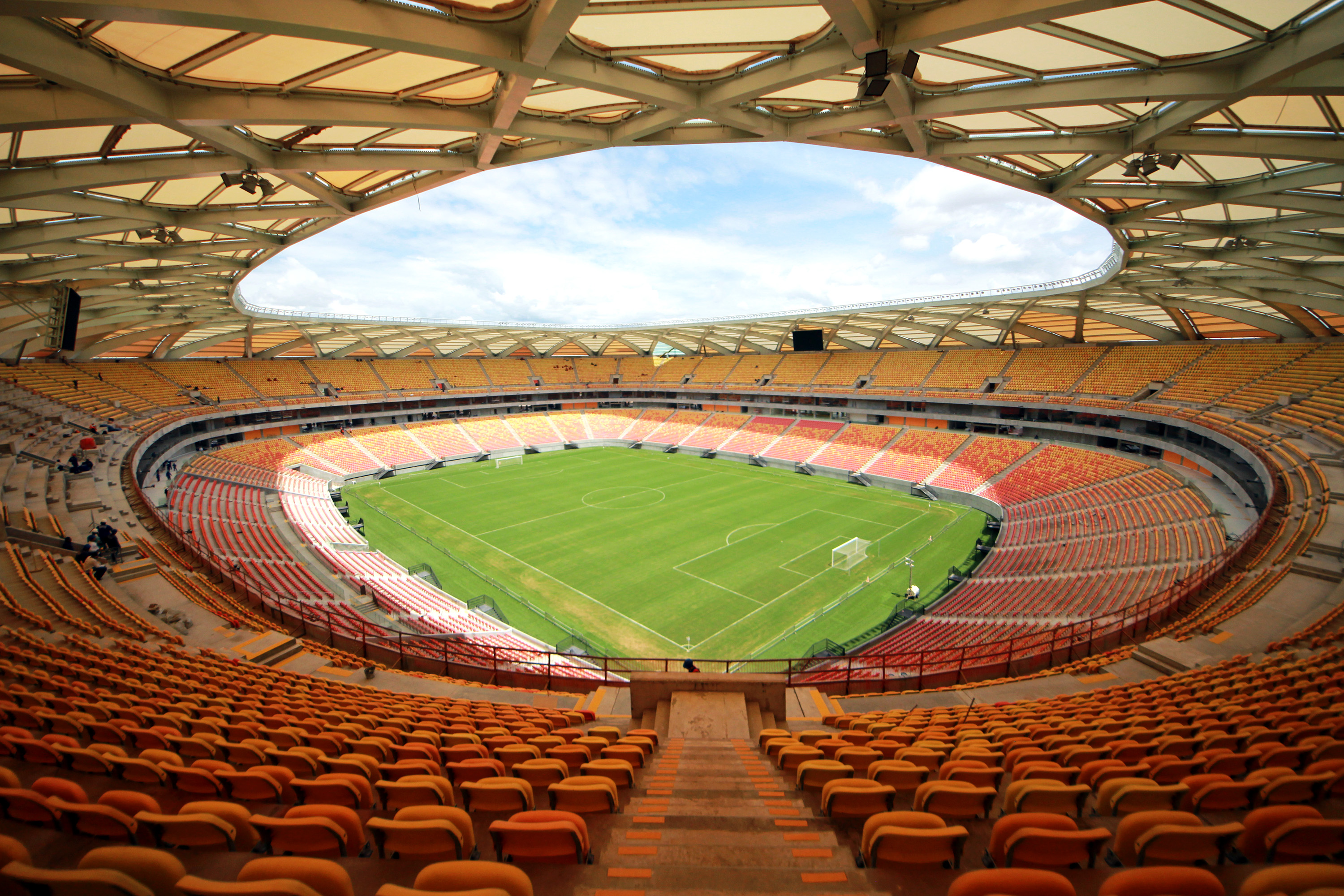
Arena da Amazônia Manaus
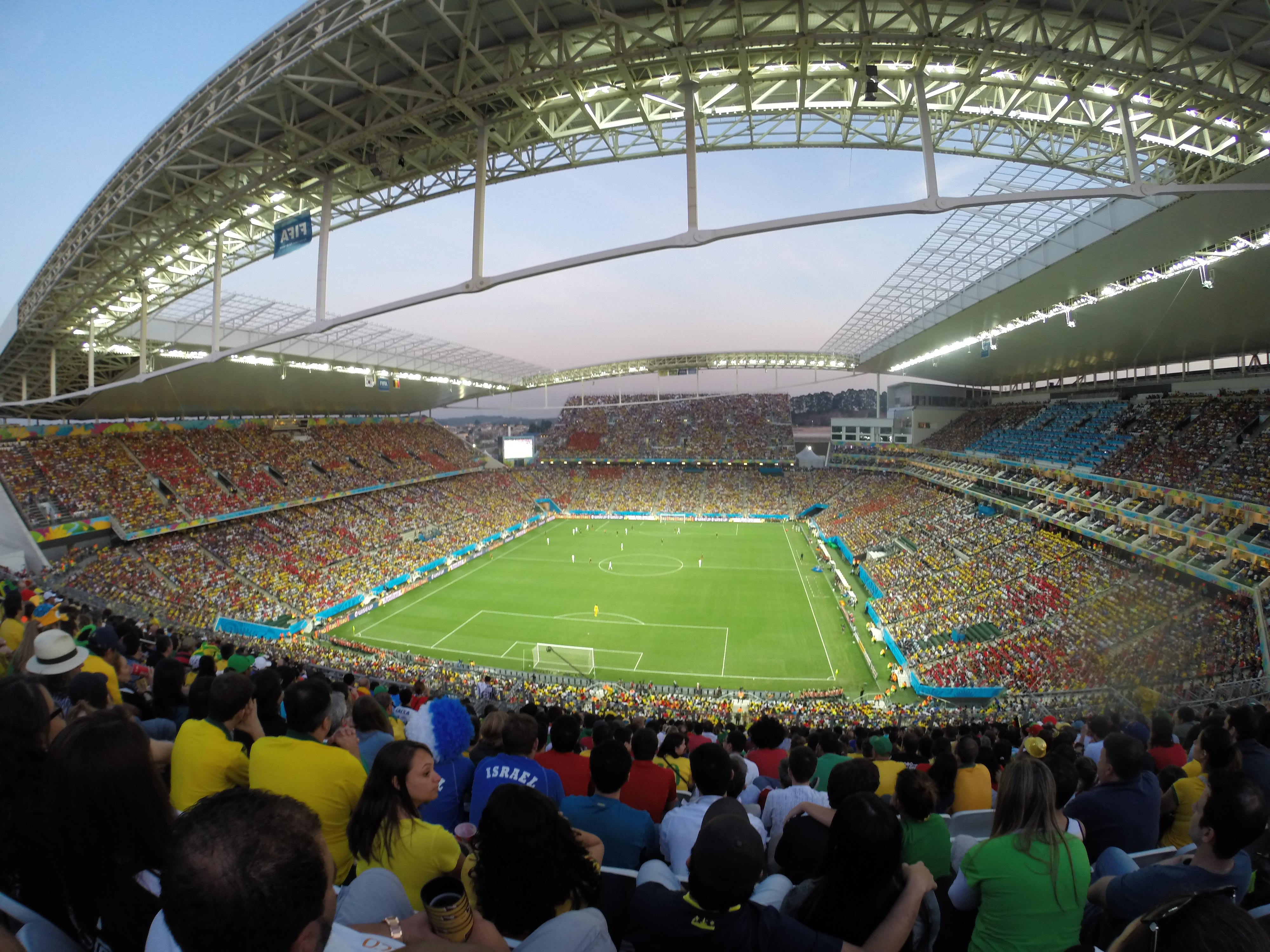
Arena Corinthians São Paulo
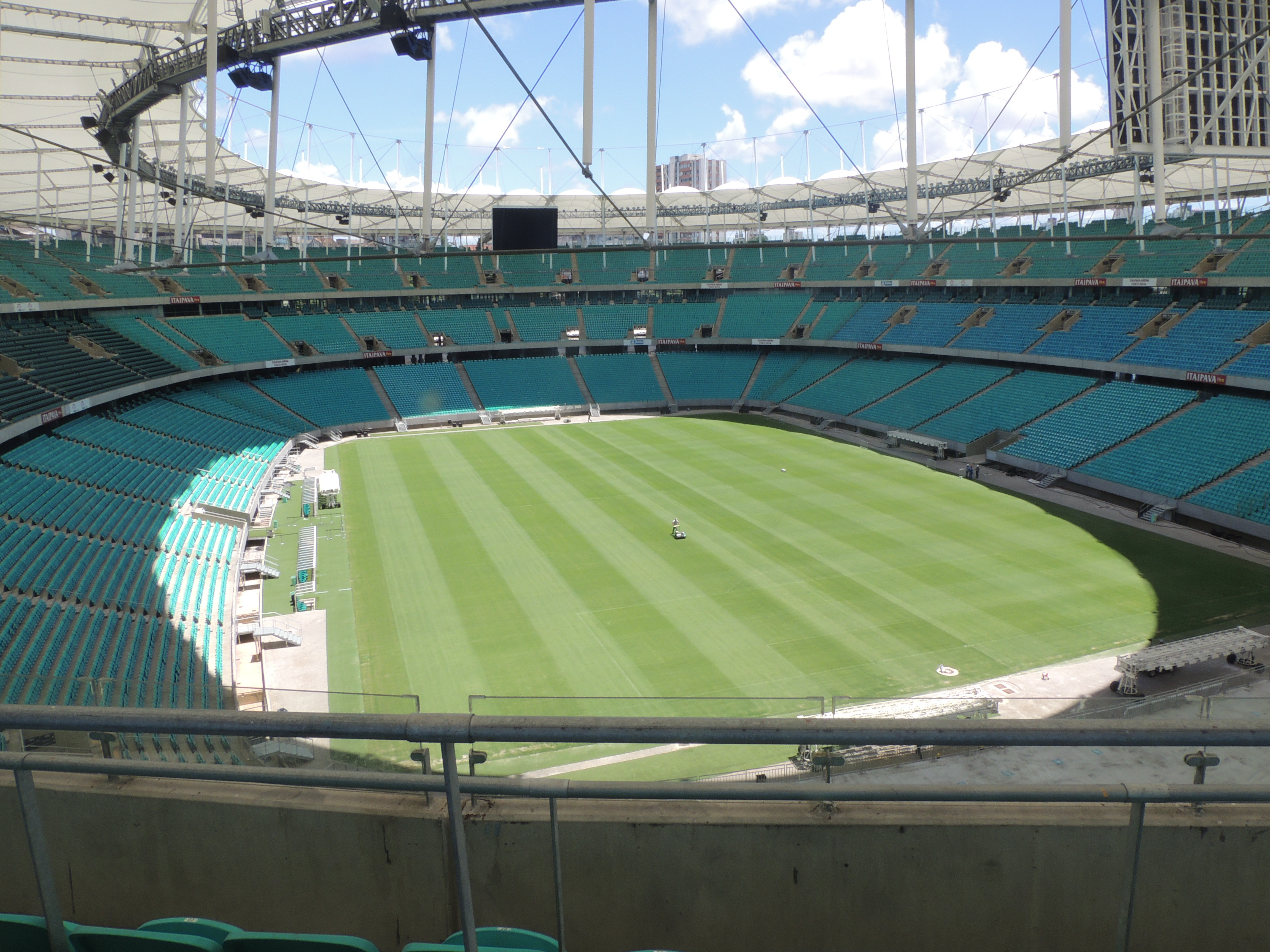
Arena Fonte Nova Salvador
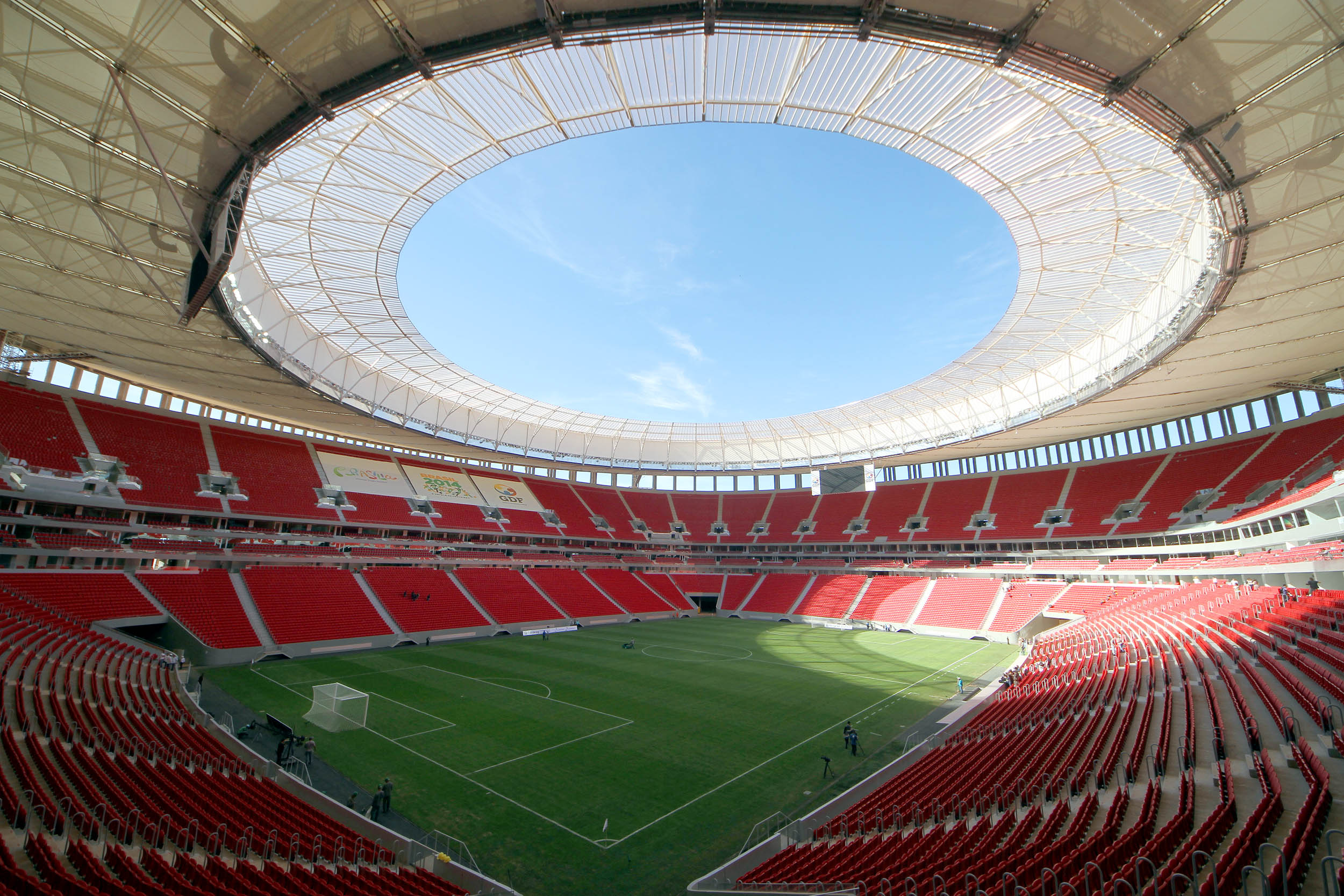
Estádio Nacional Brasília
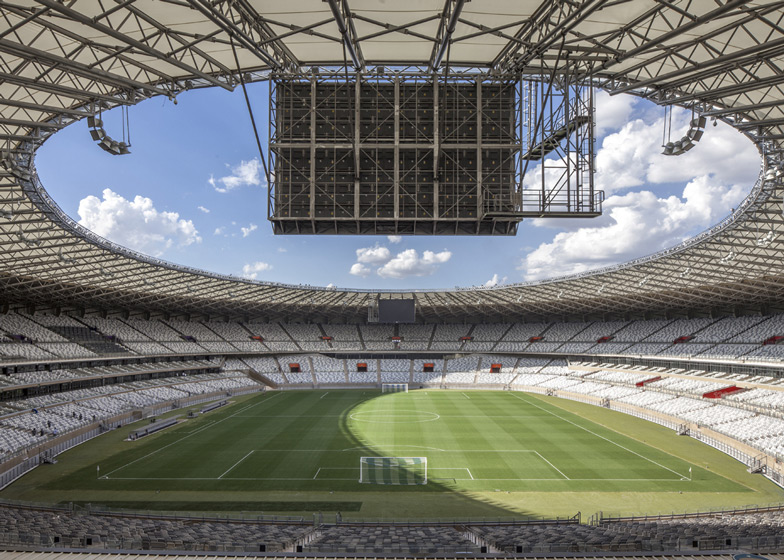
Mineirão Belo Horizonte

### Tehnologia
Pentru prima dată în istorie, au fost transmise imagini VR (realitate virtuală) de la ceremoniile de deschidere și închidere dar și de la câte o probă sportivă pe zi. Jocurile Olimpice de la Rio au beneficiat de o tehnologie robotizată creată de Mark Roberts Motion Control menită să lărgească unghiul fotografilor, în mai multe arene.
La volei, echipele au putut cere în premieră dovada video în cazul în care nu erau mulțumite de decizia arbitrului. Pe fundul bazinului, înotătorii de distanță au putut vedea la ce tură au ajuns, prin intermediul unor ecrane digitale. De bărcile de canoe au fost atașate dispozitive GPS care au oferit informații precum viteza bărcilor în timp real. În spatele țintelor de la tir cu arcul au fost atașați senzori meniți să afișeze instantaneu scorurile.

### Securitatea
Directorul departamentului pentru securitate din cadrul Comitetului de Organizare a fost Luiz Fernando Corrêa. La începutul anului 2016, Andrei Rodrigues, ministrul Justiției de la acea vreme, a declarat că peste 47.000 de soldați vor activa în timpul Jocurilor Olimpice și dădea asigurări că „Brazilia este pregătită”. Cu o lună înainte de Jocuri însă, numărul de trupe a fost aproape dublat la 85.000 - de două ori mai mult decât în urmă cu patru ani, pentru a face față ratei criminalității în creștere, protestelor din partea poliției și crizei politice și economice.
Pentru a garanta securitatea punctelor nevralgice au fost implicați în plus 250 de polițiști din 55 de țări, care au fost monitorizați de la două centre de comandă și control, unul în Rio și altul în capitala Brasília. Membri ai serviciilor de combatere a terorismului din SUA, Belgia și Franța au fost prezenți pentru a preveni posibilele amenințări teroriste.
Din cauza costurilor mari cu securitatea, statul Rio de Janeiro a declarat în iunie 2016 stare de urgență fiscală, fiindu-i acordat o finanțare unică, în valoare de 2,9 miliarde de reali (850 milioane dolari) din partea guvernului federal al Braziliei.
O altă problemă stringentă legată de securitate a fost reprezentată de virusul Zika care a determinat o serie de sportivi să își anunțe retragerea de la aceste Jocuri. Între timp, Organizația Mondială a Sănătății (OMS) a reasigurat vizitatorii și sportivii că în cazul în care nu sunt persoane însărcinate, nu există niciun motiv de îngrijorare și că răspândirea țânțarilor este neglijabilă în luna august.

### Progresul lucrărilor
Pe 9 mai 2014, ziarul londonez Evening Standard l-a citat pe vicepreședintele CIO John Coates spunând despre pregătirile de la Rio că sunt „cele mai groaznice din experiența mea” și a afirmat că șantierele sunt cu mult în urma programului. „CIO a format o comisie care să accelereze pregătirile dar situația pe teren e critică”, l-a citat ziarul adăugând că o astfel de intervenție este „fără precedent”. Îngrijorările lui Coates au fost preluate și de alte surse media.
În ciuda acestor afirmații, majoritatea arenelor au fost completate la timp, cu excepția velodromului (inaugurat nefinalizat la finalul lunii iunie) și a arenei pentru tineret.

### Sigla
Emblema oficială pentru JO de vară din 2016 a fost concepută de agenția braziliană Tatíl Design și lansată pe 31 decembrie 2010. Sigla reprezintă trei ființe, în culorile steagului brazilian - galben, verde și albastru - ținându-se de mână într-o horă, în forma stâncii Pão de Açúcar. Emblema s-a bazat pe patru concepte: energie „contagioasă”, diversitate armonioasă, natură exuberantă și spirit olimpic.
Logo-ul evocă tabloul Dans al pictorului francez Henri Matisse. Au existat acuzații de plagiat din partea Fundației Telluride, cu sediul în Colorado, conform cărora sigla ar fi furată de la ei. Directorul agenției Tatíl, Fred Gelli a declarat că tabloul Dans a fost o sursă de inspirație și a adăugat că designerii au vrut ca acest logo să fie cât mai diferit de celelalte.

### Medaliile
Modelul medaliilor a fost dezvăluit în cadrul unei ceremonii care a avut pe loc pe 14 iunie 2016 la Arena Future din Rio. Pe fața medaliei figurează zeița greacă a victoriei, Nike, cum este obiceiul după Jocurile de la Atena din 2004, cu Partenonul în planul din spate, însă fiecare țară gazdă poate adapta modelul într-un stil propriu. Designul sugerează relația dintre puterea sportivilor și forța naturii.
În total, 5.310 medalii au fost produse de Monetăria Braziliană, 2.488 de medalii pentru Jocurile Olimpice (5-21 august) și 2.642 pentru Jocurile Paralimpice (7-18 septembrie). Aurul folosit pentru medaliile campionilor a fost extras fără folosirea mercurului, iar medaliile de argint și de bronz au cel puțin 30% material reciclat. În total, au folosite 2,5 tone de minereuri pentru medaliile ce vor cântări 500 de grame fiecare. Durata de producție a fost în medie de două zile pe medalie.
O noutate este aceea că medaliile decernate la Jocurile Paralimpice au un aparat care va declanșa un sunet care să le permită persoanelor nevăzătoare să știe ce medalie au obținut (intensitatea va fi mai mare pentru medaliile de aur și mai mică pentru medaliile de bronz).

### Mascotele

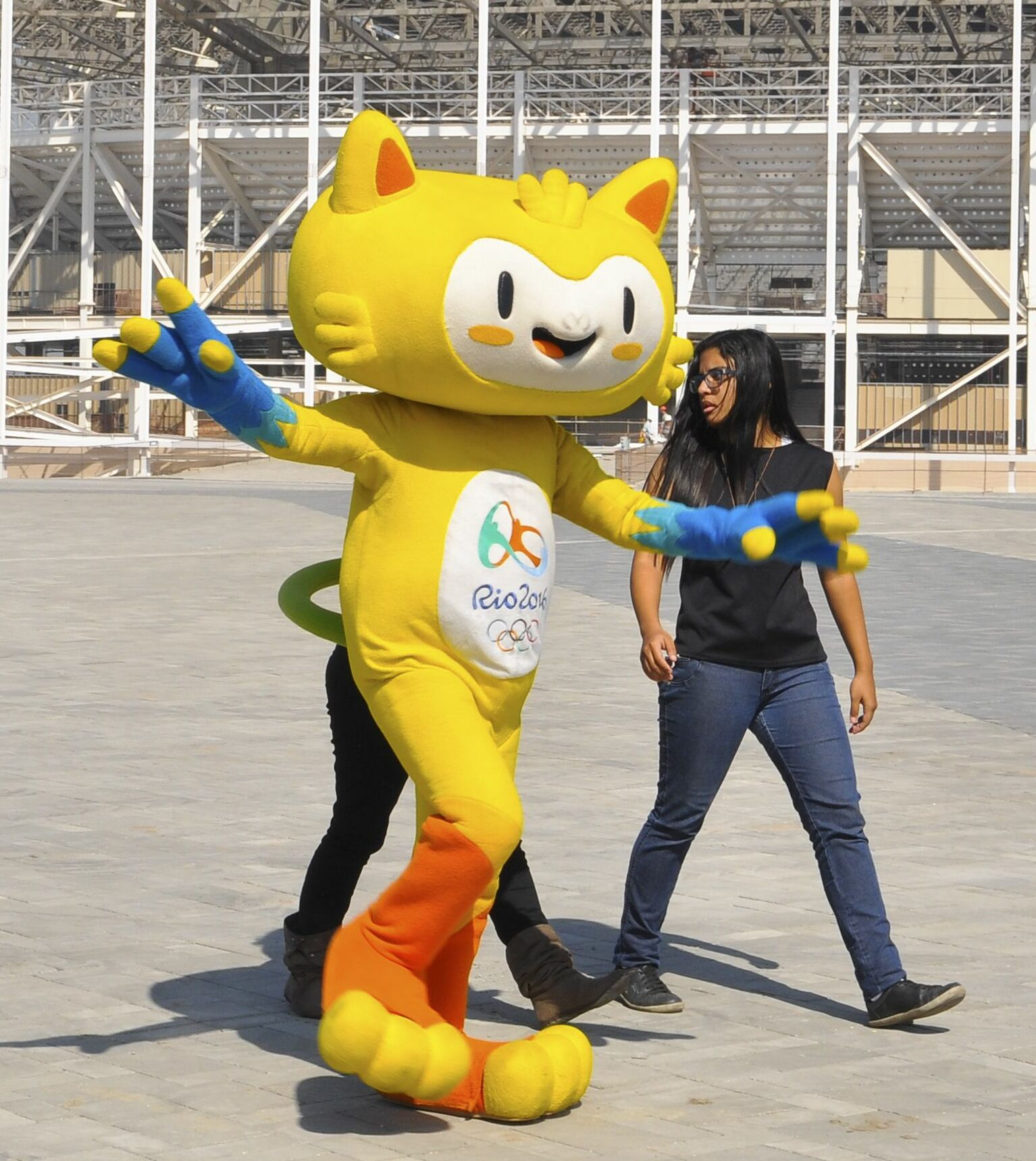
Vinicius la Parcul Olimpic din Barra da Tijuca

Mascotele oficiale ale JO de vară din 2016 au fost dezvăluite pe 24 noiembrie 2014. Mascota Jocurilor Olimpice, Vinicius, a fost botezată după compozitorul brazilian Vinicius de Moraes. Aceasta este un amestec format din mai multe mamifere ce trăiesc în Brazilia, și reprezintă sălbăticia din această țară. Potrivit poveștii ficționale, Vinicius și Tom s-au născut din bucuria brazilienilor ce a izvorât când aceștia au aflat că vor organiza această ediție a JO. Directorul de brand, Beth Lula, a afirmat că mascotele înfățișează diversitatea culturală și socială a Braziliei.

### Biletele
Prețurile biletelor au fost anunțate pe 16 septembrie 2014. Acestea au fost comercializate cu reali brazilieni (BRL). Un total de 7,5 milioane de bilete au fost puse la vânzare (cu 200.000 mai puține decât la Jocurile din 2012, deoarece arenele au o capacitate mai mică). Prețurile au variat de la 40 de reali (12 dolari) până la 4600 de reali (1380 de dolari) pentru cele mai scumpe locuri la ceremonia de deschidere. Aproximativ 3,8 milioane de bilete au fost disponibile la prețul de 70 de reali (21 de dolari). Evenimentele stradale precum ciclismul, cursa rutieră sau maratonul au putut fi urmărite gratuit de-a lungul drumului.

### Defilarea torței

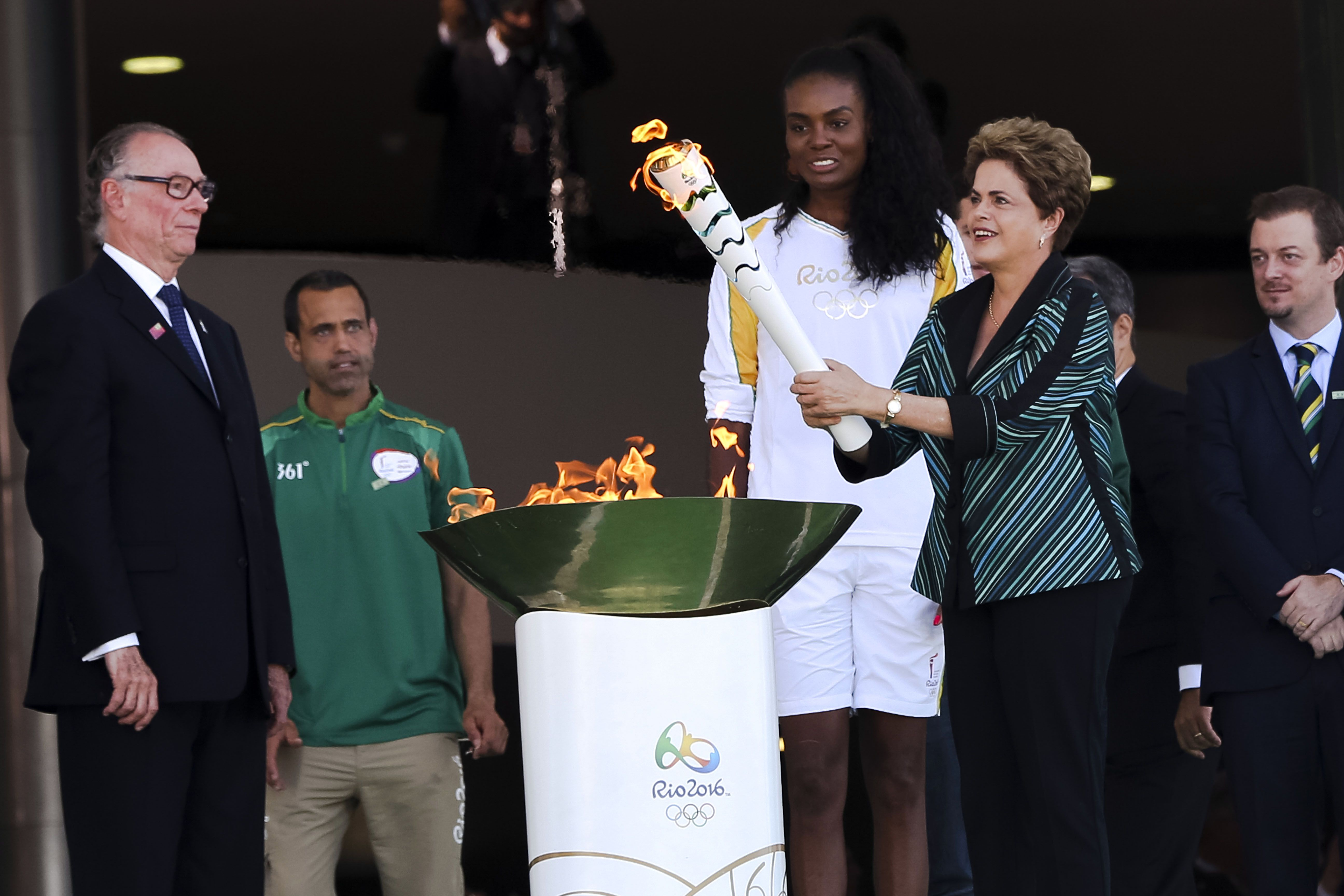
Președintele Dilma Rousseff la sosirea torței în capitala Brasília

Torța olimpică a fost aprinsă la templul Herei din Olympia pe 21 aprilie 2016, tradiționalul start din faza grecească a defilării. Pe 27 aprilie, torța a fost înaintată organizatorilor brazilieni la Stadionul Panathinaiko din Atena. O scurtă oprire a fost făcută în Elveția pentru a vizita sediul CIO, Muzeul Olimpic din Lausanne precum și Biroul Națiunilor Unite de la Geneva.
Defilarea torței pe pământ brazilian a început pe 3 mai în capitala Brasília. Până pe 5 august, torța a fost adusă în peste 300 de orașe din toată țara (inclusiv toate cele 26 de capitale de state și districtul federal Brazilia), cu ultima parte a defilării având loc în Rio de Janeiro. Punctul culminant a fost aprinderea torței pe stadionul Maracanã pe 5 august, la ceremonia de deschidere.

## Jocurile

### Țări participante
| 300+ | 100+ | 30+ | 10+ | 4+ | 1+ |

Dimensiunile delegațiilor

207 Comitete Olimpice Naționale au reușit să califice cel puțin un sportiv. De asemenea, participă două echipe independente, Echipa Olimpică a Refugiaților și Atleții Olimpici Independenți.
Fiind țara gazdă, Brazilia a fost calificată automat în cadrul unor sporturi, printre care toate probele de ciclism și șase locuri în probele de haltere. Primele trei țări care au avut sportivi calificați la aceste Jocuri au fost Germania, Marea Britanie și Olanda cu câte patru sportivi calificați în proba de dresaj la echitație, la Jocurile Mondiale din 2014.
Debutante la această ediție a JO au fost Kosovo și Sudanul de Sud.
Sportivii refugiați
În urma crizei refugiaților în Europa și din alte motive, sportivii care provin din țări afectate de conflicte au putut concura sub steag olimpic în echipa atleților refugiați. În trecut, acești sportiv nu puteau concura din cauza incapacității de a-și reprezenta CON-urile. Pe 3 martie 2016, CIO a realizat un plan al acestei echipe, extrăgând din 43 de sportivi eligibili, zece.
Sportivii independenți
Kuweitul a primit în octombrie 2015 a doua interdicție în decurs de cinci ani din cauza ingerinței guvernamentale în Comitetul olimpic național. Sportivii din această țară pot concura sub steagul olimpic.
Rusia a fost suspendată provizoriu în noiembrie 2015 de IAAF de la toate competițiile de atletism, inclusiv de la JO 2016, după publicarea unui raport al Agenției Mondiale Anti-Doping referitor la dopajul din sport. IAAF a anunțat că atleți ruși urmau să poată concura ca „atleți neutri”, sub steagul olimpic, dacă testele independente dovedeau neimplicarea lor în scandalul de doping.
Pe 24 iulie 2016, CIO a refuzat recomandările WADA și IAAF de a permite atleților „curați” să participe sub steagul olimpic, invocând Carta Olimpică, și a lăsat la latitudinea federațiilor internaționale să decidă ce sportivi pot participa.
| Comitetele Olimpice Naționale care participă la Jocurile Olimpice de vară din 2016 |
| --- |
| - Afganistan (3) - Africa de Sud (137) - Albania (6) - Algeria (67) - Andorra (5) - Angola (25) - Antigua și Barbuda (9) - Arabia Saudită (12) - Argentina (213) - Armenia (33) - Aruba (7) - Atleții Olimpici Independenți (9) - Australia (421) - Austria (71) - Azerbaidjan (56) - Bahamas (35) - Bahrain (25) - Bangladesh (7) - Barbados (12) - Belarus (121) - Belgia (108) - Belize (3) - Benin (6) - Bhutan (2) - Bolivia (12) - Bosnia și Herțegovina (11) - Botswana (10) - Brazilia (465) (gazdă) - Brunei (3) - Bulgaria (51) - Burkina Faso (5) - Burundi (9) - Cambodgia (6) - Camerun (24) - Canada (314) - Cehia (105) - Chile (42) - China (413) - Cipru (16) - Coasta de Fildeș (12) - Columbia (147) - Coreea de Nord (35) - Coreea de Sud (205) - Costa Rica (10) - Croația (87) - Cuba (120) - Danemarca (122) - Djibouti (7) - Dominica (2) - Ecuador (38) - Egipt (120) - El Salvador (8) - Elveția (104) - Emiratele Arabe Unite (13) - Eritreea (12) - Estonia (45) - Etiopia (34) - Fiji (51) - Filipine (13) - Finlanda (56) - Franța (395) - Gabon (6) - Gambia (4) - Georgia (39) - Germania (425) - Ghana (14) - Grecia (95) - Grenada (6) - Guam (5) - Guatemala (21) - Guineea-Bissau (5) - Guyana (6) - Haiti (10) - Honduras (26) - Hong Kong (38) - India (124) - Indonezia (28) - Insulele Bermude (8) - Insulele Cayman (5) - Insulele Cook (9) - Insulele Marshall (5) - Insulele Solomon (3) - Insulele Virgine Americane (7) - Insulele Virgine Britanice (4) - Iordania (8) - Irak (23) - Iran (64) - Irlanda (77) - Islanda (8) - Israel (48) - Italia (309) - Jamaica (68) - Japonia (333) - Kazahstan (104) - Kenya (89) - Kiribati (3) - Kârgâzstan (19) - Kosovo (8) - Laos (6) - Lesotho (8) - Letonia (34) - Liban (9) - Liberia (2) - Libia (7) - Liechtenstein (3) - Lituania (67) - Luxemburg (10) - Macedonia (6) - Madagascar (6) - Malaezia (32) - Malawi (5) - Mali (6) - Malta (7) - Marea Britanie (366) - Maroc (51) - Mauritius (12) - Mexic (125) - Micronezia (5) - Monaco (2) - Mongolia (43) - Mozambic (6) - Muntenegru (34) - Myanmar (7) - Namibia (10) - Nauru (2) - Nepal (7) - Nicaragua (5) - Niger (6) - Nigeria (75) - Norvegia (62) - Noua Zeelandă (199) - Olanda (242) - Oman (4) - Pakistan (7) - Palau (5) - Palestina (6) - Panama (10) - Papua Noua Guinee (8) - Paraguay (11) - Peru (29) - Polonia (243) - Portugalia (92) - Puerto Rico (42) - Qatar (38) - Republica Capului Verde (5) - Republica Centrafricană (6) - Republica Congo (10) - Republica Democrată Congo (4) - Republica Dominicană (29) - Republica Moldova (23) - România (96) - Rusia (282) - Rwanda (8) - Samoa (8) - Samoa Americană (4) - San Marino (5) - São Tomé și Príncipe (3) - Senegal (22) - Serbia (104) - Seychelles (10) - Sfânta Lucia (5) - Sfântul Cristofor și Nevis (7) - Sfântul Vicențiu și Grenadine (4) - Sierra Leone (2) - Singapore (25) - Siria (7) - Slovacia (51) - Slovenia (61) - Spania (306) - Echipa olimpică a refugiaților (10) - Sri Lanka (9) - Statele Unite ale Americii (554) - Sudan (6) - Sudanul de Sud (3) - Suedia (152) - Surinam (6) - Tadjikistan (7) - Taipeiul Chinez (60) - Tanzania (7) - Thailanda (54) - Timorul de Est (3) - Togo (5) - Tonga (7) - Trinidad și Tobago (32) - Tunisia (61) - Turcia (103) - Turkmenistan (9) - Ucraina (203) - Uganda (21) - Ungaria (160) - Uruguay (17) - Uzbekistan (70) - Vanuatu (4) - Venezuela (87) - Vietnam (23) - Yemen (4) - Zambia (7) - Zimbabwe (31) |

### Sporturi olimpice
Programul olimpic include 28 sporturi, cuprinzând 41 de discipline și 306 probe sportive.
| - Atletism - Badminton - Baschet - Box - Caiac canoe - Canotaj - Ciclism - Echitație | - Hochei pe iarbă - Fotbal - Gimnastică - Golf - Haltere - Handbal - Înot sincron - Judo | - Lupte - Natație - Navigație - Pentatlon modern - Polo pe apă - Rugby în VII - Sărituri în apă - Scrimă | - Taekwondo - Tenis de masă - Tenis de câmp - Tir - Tir cu arcul - Triatlon - Volei |

Sporturi noi

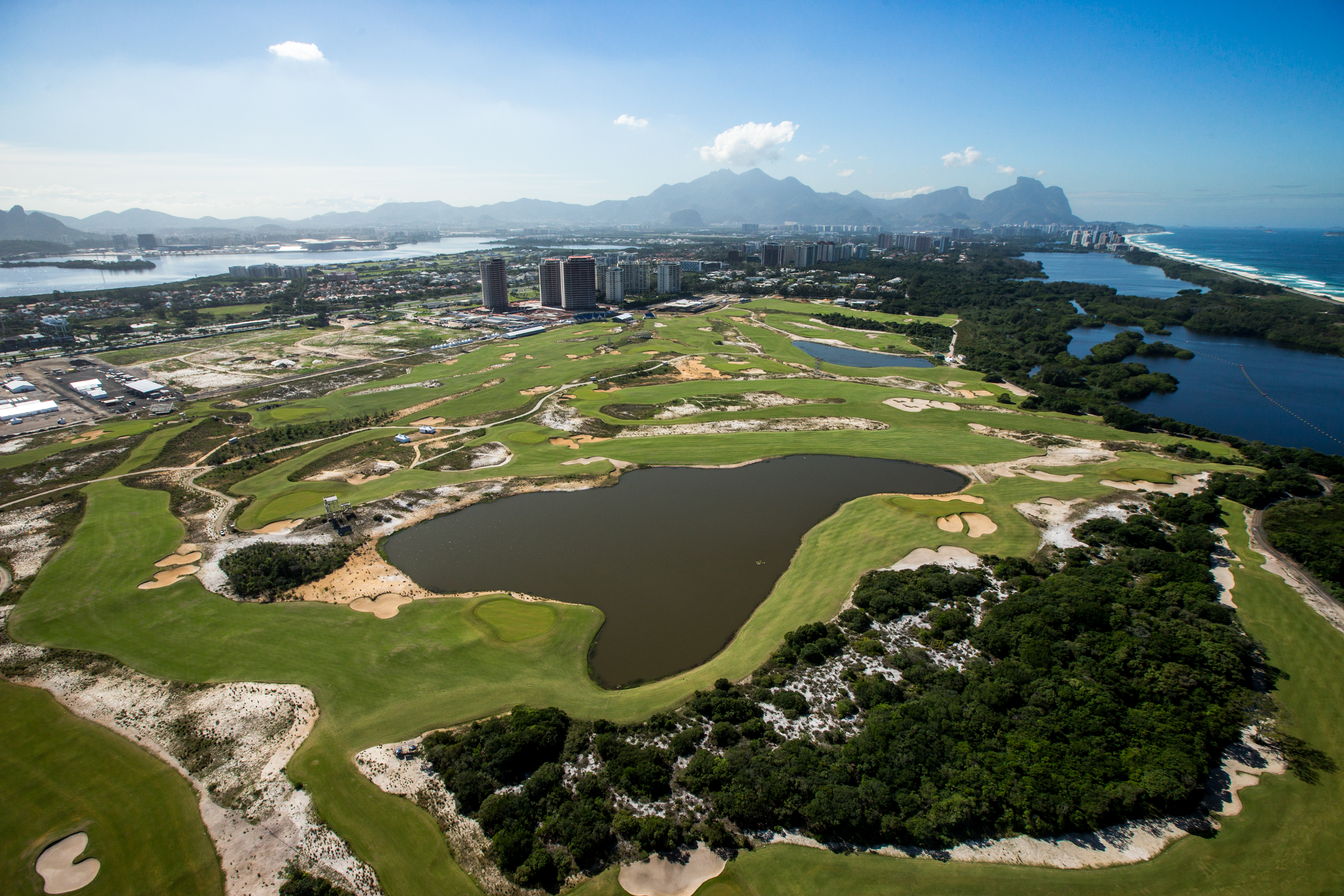
Terenul de golf de la Barra da Tijuca

Pentru cele două sporturi care aveau să debuteze la această ediție a Jocurilor au aplicat șapte sporturi — baseball și softball (care au fost excluse în 2005), karate, squash, golf, sporturi pe role și rugby union (în XV). Personalități din cadrul acestor jocuri au ținut prezentări în fața biroului executiv al CIO în iunie 2009.
În august, biroul executiv și-a dat inițial aprobarea pentru rugby în șapte (varianta în șapte a rugby-ului obișnuit) printr-un vot majoritar, eliminând baseballul, sporturile pe role și squashul. Dintre cele trei rămase (golful, karate și softballul), biroul a aprobat golful în urma unei consultări. Decizia finală privind cele două sporturi rămase a fost luată pe 9 octombrie 2009, în ultima zi a celei de-a 121-a sesiuni CIO. Un nou sistem a fost pus în aplicare la această sesiune; un sport avea nevoie acum doar de o majoritate simplă din partea comitetului CIO și nu de două treimi cum era până atunci. Directorul executiv al Federației Internaționale de Golf, Antony Scanlon, a declarat în iunie 2011 că jucătorii de top printre care Tiger Woods și Annika Sörenstam vor continua să-și arate susținerea față de mișcarea olimpică prin implicarea lor în evenimente.
Federația Internațională de Navigație a anunțat în mai 2012 că windsurfingul va fi înlocuit la JO din 2016 cu kitesurfingul, decizie revocată în noiembrie.
CIO a anunțat în ianuarie 2013 că va revizui probele de ciclism, ca urmare a scandalului generat de folosirea de substanțe interzise a ciclistului Lance Armstrong's și de acuzațiile conform cărora organul de conducere a ciclismului a ascuns dopajul.
Spre deosebire de precedentele Jocuri, Federația Internațională de Gimnastică a anunțat că se va organiza o gală demonstrativă la gimnastică.

### Calendar
Calendarul se bazează pe programul publicat în aceeași zi în care a început achiziționarea de bilete, 31 martie 2015.
Programul este stabilit după ora de Brasília (UTC−3)
| CD | Ceremonia de deschidere | ● | Eveniment competițional | 1 | Eveniment final | GD | Gală demonstrativă | CÎ | Ceremonia de închidere |

| August               | August               | 3 Mi | 4 Jo | 5 Vi | 6 Sâ | 7 Du | 8 Lu | 9 Ma | 10 Mi | 11 Jo | 12 Vi | 13 Sâ | 14 Du | 15 Lu | 16 Ma | 17 Mi | 18 Jo | 19 Vi | 20 Sâ | 21 Du | Finale |
| -------------------- | -------------------- | ---- | ---- | ---- | ---- | ---- | ---- | ---- | ----- | ----- | ----- | ----- | ----- | ----- | ----- | ----- | ----- | ----- | ----- | ----- | ------ |
| Ceremonii            | Ceremonii            |      |      | CD   |      |      |      |      |       |       |       |       |       |       |       |       |       |       |       | CÎ    |        |
| Atletism             | Atletism             |      |      |      |      |      |      |      |       |       | 3     | 5     | 4     | 5     | 5     | 4     | 6     | 7     | 7     | 1     | 47     |
| Badminton            | Badminton            |      |      |      |      |      |      |      |       | ●     | ●     | ●     | ●     | ●     | ●     | 1     | 1     | 2     | 1     |       | 5      |
| Baschet              | Baschet              |      |      |      | ●    | ●    | ●    | ●    | ●     | ●     | ●     | ●     | ●     | ●     | ●     | ●     | ●     | ●     | 1     | 1     | 2      |
| Box                  | Box                  |      |      |      | ●    | ●    | ●    | ●    | ●     | ●     | ●     | ●     | 1     | 1     | 1     | 1     | 1     | 1     | 3     | 4     | 13     |
| Caiac canoe          | Slalom               |      |      |      |      | ●    | ●    | 1    | 1     | 2     |       |       |       |       |       |       |       |       |       |       | 16     |
| Caiac canoe          | Sprint               |      |      |      |      |      |      |      |       |       |       |       |       | ●     | 4     | ●     | 4     | ●     | 4     |       | 16     |
| Canotaj              | Canotaj              |      |      |      | ●    | ●    | ●    | ●    | 2     | 4     | 4     | 4     |       |       |       |       |       |       |       |       | 14     |
| Ciclism              | Șosea                |      |      |      | 1    | 1    |      |      | 2     |       |       |       |       |       |       |       |       |       |       |       | 18     |
| Ciclism              | Pistă                |      |      |      |      |      |      |      |       | 1     | 2     | 2     | 1     | 1     | 3     |       |       |       |       |       | 18     |
| Ciclism              | BMX                  |      |      |      |      |      |      |      |       |       |       |       |       |       |       | ●     | ●     | 2     |       |       | 18     |
| Ciclism              | Mountain biking      |      |      |      |      |      |      |      |       |       |       |       |       |       |       |       |       |       | 1     | 1     | 18     |
| Echitație            | Echitație            |      |      |      | ●    | ●    | ●    | 2    | ●     | ●     | 1     |       | ●     | 1     | ●     | 1     |       | 1     |       |       | 6      |
| Fotbal               | Fotbal               | ●    | ●    |      | ●    | ●    |      | ●    | ●     |       | ●     | ●     |       |       | ●     | ●     |       | 1     | 1     |       | 2      |
| Gimnastică           | Artistică            |      |      |      | ●    | ●    | 1    | 1    | 1     | 1     |       |       | 4     | 3     | 3     | GD    |       |       |       |       | 18     |
| Gimnastică           | Ritmică              |      |      |      |      |      |      |      |       |       |       |       |       |       |       |       |       | ●     | 1     | 1     | 18     |
| Gimnastică           | Trambulină           |      |      |      |      |      |      |      |       |       | 1     | 1     |       |       |       |       |       |       |       |       | 18     |
| Golf                 | Golf                 |      |      |      |      |      |      |      |       | ●     | ●     | ●     | 1     |       |       | ●     | ●     | ●     | 1     |       | 2      |
| Haltere              | Haltere              |      |      |      | 1    | 2    | 2    | 2    | 2     |       | 2     | 1     | 1     | 1     | 1     |       |       |       |       |       | 15     |
| Handbal              | Handbal              |      |      |      | ●    | ●    | ●    | ●    | ●     | ●     | ●     | ●     | ●     | ●     | ●     | ●     | ●     | ●     | 1     | 1     | 2      |
| Hochei pe iarbă      | Hochei pe iarbă      |      |      |      | ●    | ●    | ●    | ●    | ●     | ●     | ●     | ●     | ●     | ●     | ●     | ●     | 1     | 1     |       |       | 2      |
| Înot sincron         | Înot sincron         |      |      |      |      |      |      |      |       |       |       |       | ●     | ●     | 1     |       | ●     | 1     |       |       | 2      |
| Judo                 | Judo                 |      |      |      | 2    | 2    | 2    | 2    | 2     | 2     | 2     |       |       |       |       |       |       |       |       |       | 14     |
| Lupte                | Lupte                |      |      |      |      |      |      |      |       |       |       |       | 2     | 2     | 2     | 3     | 3     | 2     | 2     | 2     | 18     |
| Natație              | Natație              |      |      |      | 4    | 4    | 4    | 4    | 4     | 4     | 4     | 4     |       | 1     | 1     |       |       |       |       |       | 34     |
| Navigație            | Navigație            |      |      |      |      |      | ●    | ●    | ●     | ●     | ●     | ●     | 2     | 2     | 2     | 2     | 2     |       |       |       | 10     |
| Pentatlon modern     | Pentatlon modern     |      |      |      |      |      |      |      |       |       |       |       |       |       |       |       | ●     | 1     | 1     |       | 2      |
| Polo pe apă          | Polo pe apă          |      |      |      | ●    |      | ●    | ●    | ●     | ●     | ●     | ●     | ●     | ●     | ●     | ●     | ●     | 1     | 1     |       | 2      |
| Rugby în VII         | Rugby în VII         |      |      |      | ●    | ●    | 1    | ●    | ●     | 1     |       |       |       |       |       |       |       |       |       |       | 2      |
| Sărituri în apă      | Sărituri în apă      |      |      |      |      | 1    | 1    | 1    | 1     |       | ●     | ●     | 1     | ●     | 1     | ●     | 1     | ●     | 1     |       | 8      |
| Scrimă               | Scrimă               |      |      |      | 1    | 1    | 1    | 1    | 2     | 1     | 1     | 1     | 1     |       |       |       |       |       |       |       | 10     |
| Taekwondo            | Taekwondo            |      |      |      |      |      |      |      |       |       |       |       |       |       |       | 2     | 2     | 2     | 2     |       | 8      |
| Tir                  | Tir                  |      |      |      | 2    | 2    | 2    | 1    | 2     | 1     | 2     | 2     | 1     |       |       |       |       |       |       |       | 15     |
| Tir cu arcul         | Tir cu arcul         |      |      | ●    | 1    | 1    | ●    | ●    | ●     | 1     | 1     |       |       |       |       |       |       |       |       |       | 4      |
| Tenis                | Tenis                |      |      |      | ●    | ●    | ●    | ●    | ●     | ●     | 1     | 1     | 3     |       |       |       |       |       |       |       | 5      |
| Tenis de masă        | Tenis de masă        |      |      |      | ●    | ●    | ●    | ●    | 1     | 1     | ●     | ●     | ●     | ●     | 1     | 1     |       |       |       |       | 4      |
| Triatlon             | Triatlon             |      |      |      |      |      |      |      |       |       |       |       |       |       |       |       | 1     |       | 1     |       | 2      |
| Volei                | Plajă                |      |      |      | ●    | ●    | ●    | ●    | ●     | ●     | ●     | ●     | ●     | ●     | ●     | 1     | 1     |       |       |       | 4      |
| Volei                | Sală                 |      |      |      | ●    | ●    | ●    | ●    | ●     | ●     | ●     | ●     | ●     | ●     | ●     | ●     | ●     | ●     | 1     | 1     | 4      |
| Total finale         | Total finale         |      |      |      | 12   | 14   | 14   | 15   | 20    | 19    | 24    | 21    | 22    | 17    | 25    | 16    | 23    | 22    | 30    | 12    | 306    |
| Total probe sportive | Total probe sportive |      |      |      | 12   | 26   | 40   | 55   | 75    | 94    | 118   | 139   | 161   | 178   | 203   | 219   | 242   | 264   | 294   | 306   |        |
| August               | August               | 3 Mi | 4 Jo | 5 Vi | 6 Sâ | 7 Du | 8 Lu | 9 Ma | 10 Mi | 11 Jo | 12 Vi | 13 Sâ | 14 Du | 15 Lu | 16 Ma | 17 Mi | 18 Jo | 19 Vi | 20 Sâ | 21 Du | Finale |

### Clasament pe medalii
Primele zece Comitete Olimpice Naționale (CON) sunt afișate mai jos în ordinea medaliilor de aur câștigate.
Legendă
      România
      Republica Moldova
| Loc               | CON                              | Aur | Argint | Bronz | Total |  |
| ----------------- | -------------------------------- | --- | ------ | ----- | ----- |  |
| 1                 | Statele Unite ale Americii (USA) | 46  | 37     | 38    | 121   |  |
| 2                 | Marea Britanie (GBR)             | 27  | 23     | 17    | 67    |  |
| 3                 | China (CHN)                      | 26  | 18     | 26    | 70    |  |
| 4                 | Rusia (RUS)                      | 19  | 18     | 19    | 56    |  |
| 5                 | Germania (GER)                   | 17  | 10     | 15    | 42    |  |
| 6                 | Japonia (JPN)                    | 12  | 8      | 21    | 41    |  |
| 7                 | Franța (FRA)                     | 10  | 18     | 14    | 42    |  |
| 8                 | Coreea de Sud (KOR)              | 9   | 3      | 9     | 21    |  |
| 9                 | Italia (ITA)                     | 8   | 12     | 8     | 28    |  |
| 10                | Australia (AUS)                  | 8   | 11     | 10    | 29    |  |
| 11–87             | CON rămase                       | 125 | 149    | 183   | 457   |  |
|                   |                                  |     |        |       |       |  |
| 47                | România (ROU)                    | 1   | 1      | 2     | 4     |  |
| 78                | Republica Moldova (MDA)          | 0   | 0      | 1     | 1     |  |
| Total (87 de CON) | Total (87 de CON)                | 307 | 307    | 360   | 974   |  |

### Locuri de desfășurare
Locurile de desfășurare se împart în patru zone olimpice — Barra da Tijuca, Copacabana, Deodoro și Maracanã.
     Instalații preexistente
     Instalații noi
     Instalații temporare
| Zonă olimpică   | Loc                          | Loc                          | Probe                                     |
| --------------- | ---------------------------- | ---------------------------- | ----------------------------------------- |
| Barra da Tijuca | Terenul Olimpic de Golf      | Terenul Olimpic de Golf      | Golf                                      |
| Barra da Tijuca | Pontal                       | Pontal                       | Marș Ciclism pe șosea                     |
| Barra da Tijuca | Parcul Olimpic din Barra     | Arena Carioca 1              | Baschet                                   |
| Barra da Tijuca | Parcul Olimpic din Barra     | Arena Carioca 2              | Lupte Judo                                |
| Barra da Tijuca | Parcul Olimpic din Barra     | Arena Carioca 3              | Scrimă Taekwondo                          |
| Barra da Tijuca | Parcul Olimpic din Barra     | Arena Viitorului             | Handbal                                   |
| Barra da Tijuca | Parcul Olimpic din Barra     | Centrul Acvatic „Maria Lenk” | Înot sincron Polo pe apă Sărituri în apă  |
| Barra da Tijuca | Parcul Olimpic din Barra     | Stadionul Olimpic Acvatic    | Natație Polo pe apă                       |
| Barra da Tijuca | Parcul Olimpic din Barra     | Centrul Olimpic de Tenis     | Tenis de câmp                             |
| Barra da Tijuca | Parcul Olimpic din Barra     | Arena Olimpică din Rio       | Gimnastică                                |
| Barra da Tijuca | Parcul Olimpic din Barra     | Velodromul Olimpic din Rio   | Ciclism pe pistă                          |
| Barra da Tijuca | Riocentro                    | Pavilion 2                   | Haltere                                   |
| Barra da Tijuca | Riocentro                    | Pavilionul 3                 | Tenis de masă                             |
| Barra da Tijuca | Riocentro                    | Pavilion 4                   | Badminton                                 |
| Barra da Tijuca | Riocentro                    | Pavilion 6                   | Box                                       |
| Deodoro         | Centrul Acvatic din Deodoro  | Centrul Acvatic din Deodoro  | Pentatlon modern                          |
| Deodoro         | Arena Deodoro                | Arena Deodoro                | Pentatlon modern Rugby în VII             |
| Deodoro         | Centrul Olimpic de Echitație | Centrul Olimpic de Echitație | Echitație                                 |
| Deodoro         | Centrul Olimpic de Hochei    | Centrul Olimpic de Hochei    | Hochei pe iarbă                           |
| Deodoro         | Centrul Olimpic de Tir       | Centrul Olimpic de Tir       | Tir                                       |
| Deodoro         | Arena Tineretului            | Arena Tineretului            | Baschet Pentatlon modern                  |
| Deodoro         | X-Park                       | Centrul de Mountain biking   | Mountain biking                           |
| Deodoro         | X-Park                       | Centrul de BMX               | BMX                                       |
| Deodoro         | X-Park                       | Stadionul de ape repezi      | Caiac canoe slalom                        |
| Copacabana      | Arena de Volei de plajă      | Arena de Volei de plajă      | Volei de plajă                            |
| Copacabana      | Fortul Copacabana            | Fortul Copacabana            | Ciclism pe șosea Natație (10 km) Triatlon |
| Copacabana      | Laguna Rodrigo de Freitas    | Laguna Rodrigo de Freitas    | Caiac canoe sprint Canotaj                |
| Copacabana      | Marina da Glória             | Marina da Glória             | Navigație                                 |
| Maracanã        | Stadionul Olimpic            | Stadionul Olimpic            | Atletism Fotbal                           |
| Maracanã        | Sambodromul                  | Sambodromul                  | Atletism Tir cu arcul                     |
| Maracanã        | Complexul Maracanã           | Stadionul Maracanã           | Fotbal                                    |
| Maracanã        | Complexul Maracanã           | Arena Maracanãzinho          | Volei                                     |

## Îngrijorări și controverse

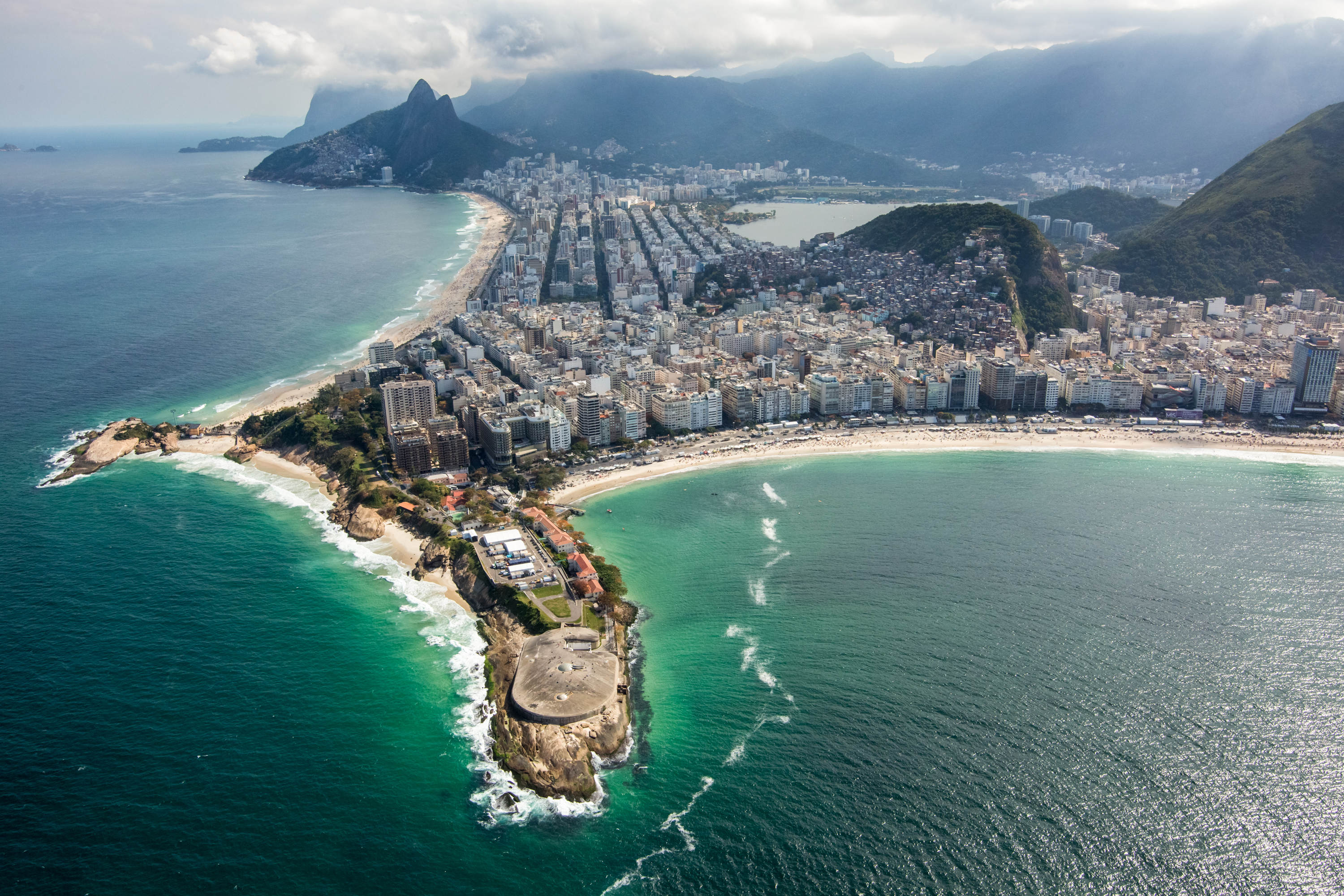
Fortul Copacabana a găzduit cursa pe șosea, maratonul de înot și triatlonul

### Virusul Zika
O epidemie în curs a virusului Zika în Brazilia, răspândit de țânțari, a provocat temeri cu privire la potențialul impact asupra sportivilor și vizitatorilor. Organizatorii au derulat inspecții zilnice la arenele olimpice pentru a preveni bălțile cu apă stătătoare și pentru a împiedica împerecherea țânțarilor. Transmiterea virusului Zika a fost atribuită și lipsei tratamentului apei în zonă, acest aspect fiind îmbunătățit la timp pentru Jocuri. În mai 2016, un grup de 150 de fizicieni și oameni de știință au trimis o scrisoare deschisă către Organizația Mondială a Sănătății (OMS), făcând apel la „o discuție deschisă și transparentă în legătură cu riscurile organizării Jocurilor Olimpice în Brazilia”. OMS a respins cererea, motivând că „anularea sau schimbarea locului de desfășurare a Jocurilor Olimpice din 2016 nu va schimba semnificativ raza internațională de răspândire a virusului Zika”, adăugând că „nu există o justificare de interes public” pentru amânarea Jocurilor. Unii sportivi nu au participat la această ediție a JO de frica unei potențiale contaminări, printre care și tenismena Simona Halep.

### Calitatea apei

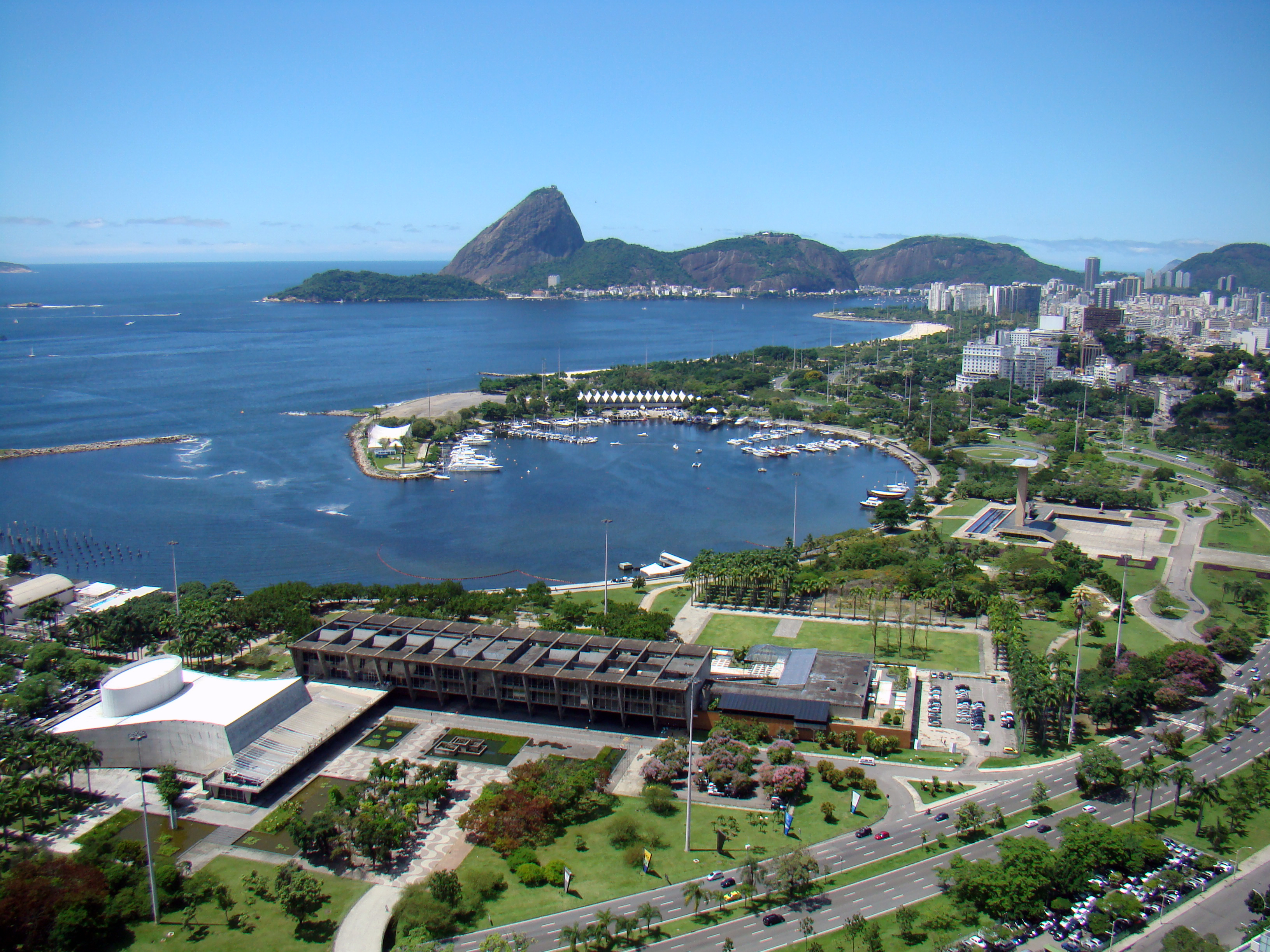
Marina da Glória, locația probelor de navigație

Poluarea sistematică a apelor din zona Rio de Janeiro este un fenomen obișnuit care durează de zeci de ani. În aprilie 2015, aproximativ 32 tone de pește mort au fost îndepărtate din laguna Rodrigo de Freitas, unde se află baza olimpică de canotaj. Pe lângă echipe formate din zeci de angajați ai departamentului de salubritate, s-au folosit și flote speciale de ambarcațiuni pentru curățarea golfului. O altă tehnică a fost folosirea bacteriilor care se hrănesc cu materii organice din apă și reduc concentrația de reziduuri fecale și de microorganisme dăunătoare, fiind inofensive pentru om.
Cu un an înainte de începerea Jocurilor, președintele CIO, Thomas Bach, a dat asigurări că apele vor fi curate până la deschiderea oficială.
Cu jumătate de an înainte de startul oficial, mii de pești morți au fost găsiți în golful Guanabara, loc de desfășurare al probelor de navigație. Testele frecvente au demonstrat de-a lungul timpului un grad ridicat de poluare al apelor.
Ținta fixată de autoritățile braziliene în 2009 a fost de a depolua 80% din golfurile folosit la probele de canotaj și kaiac-canoe. Totuși, în repetate rânduri, organizatorii au admis că această țintă nu va putea fi atinsă și că în schimb vor fi instalate bariere care să împiedice trecerea gunoaielor din râuri. Procentul atins în martie 2016 a fost de 60%, cu un obiectiv asumat de 65% până la începerea Jocurilor.

### Infracționalitatea

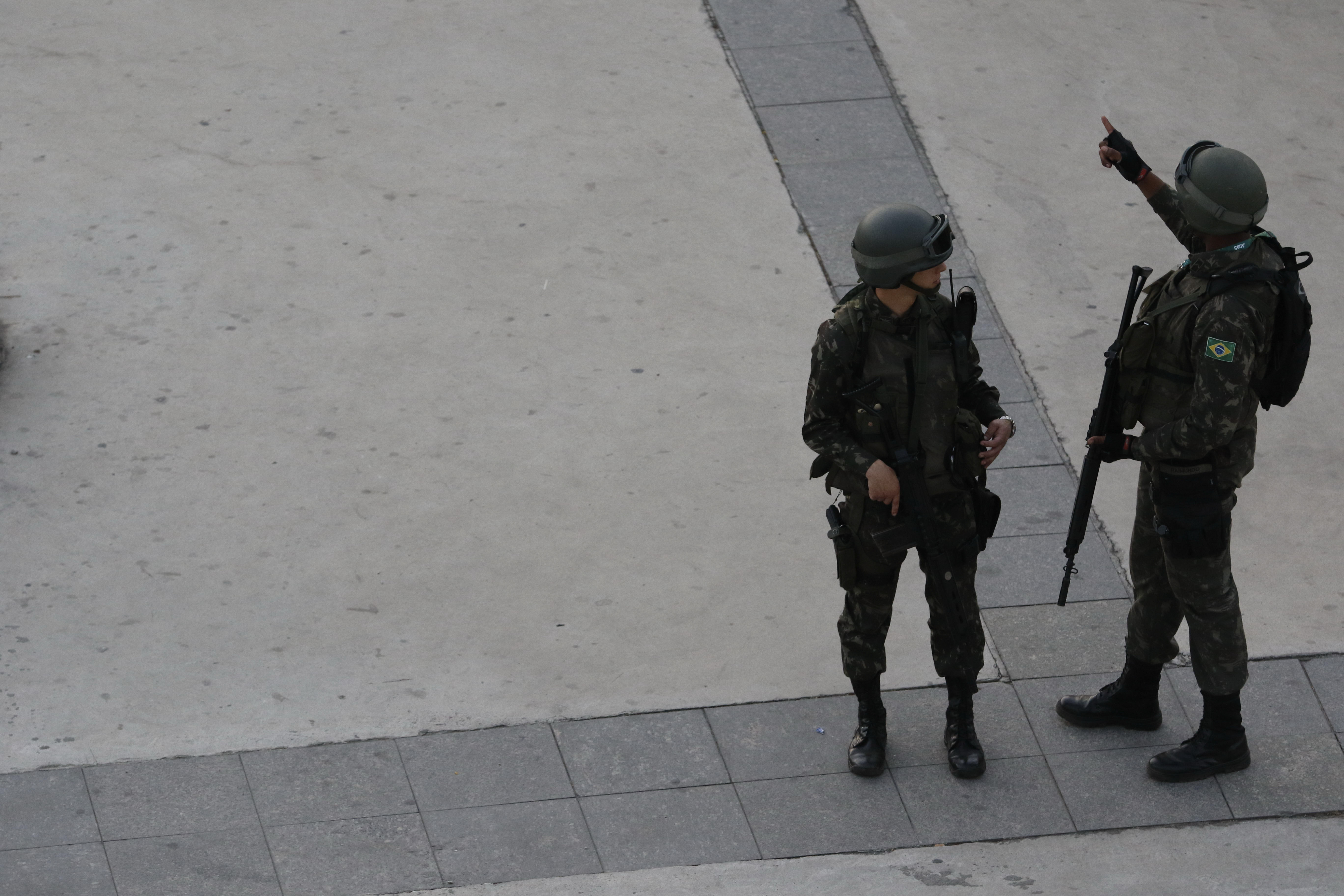
Forțe de ordine delegate la ceremonia de deschidere

Pentru a face față infracționalității în creștere, specifice Braziliei, dar și contextului global în care terorismul devine din ce în ce mai comun, numărul de trupe delegate în timpul Jocurilor a fost crescut la 85.000 - de două ori mai mult decât la Londra 2012. O serie de evenimente în perioada Jocurilor a perturbat desfășurarea competiției.
Pe 29 iunie 2016, pe plaja Copacabana, lângă arena de volei, au fost găsite resturi aparținând unor cadavre umane aflate în stare avansată de descompunere. Pe 21 iulie, un grup de 10 persoane care plănuiau să comită acte teroriste în timpul Jocurilor a fost arestat de poliția federală braziliană. Conform presei, grupul avea legături cu ISIS. Pe 26 iulie, luptătorul neozeelandez de jiu-jitsu Jason Lee a declarat că a fost răpit de oameni care purtau uniforme de polițiști și a fost forțat ulterior să retragă bani dintr-un bancomat. La o zi de la începerea Jocurilor, un glonț a trecut prin cortul centrului de echitație din Deodoro. Pe 11 august, un autocar în care se aflau ziariști a fost atacat cu pietre, după ce s-a infirmat ipoteza că s-ar fi tras de focuri de armă. Pe 15 august, multiplul medaliat olimpic Ryan Lochte a declarat că a fost jefuit sub amenințarea armei de persoane îmbrăcate în uniforme de polițiști, în timp ce se afla într-un taxi. Totul s-a dovedit a fi o minciună, cei patru înotători americani implicați vandalizând de fapt o benzinărie.